# Rio Berevoescu
O Rio Berevoescu é um rio da Romênia afluente do Rio Dâmboviţa, localizado no distrito de Argeş.